# Municipio de San Lucas (Chiapas)
El municipio de San Lucas es uno de los 124 municipios en los que está dividido el estado de Chiapas. Pertenece a la región económica IV – De los Llanos.

## Geografía
El municipio ocupa una superficie de 93.96 km², lo que representa el 3.34% de la superficie de la región. Limita al noreste con el municipio de San Cristóbal de las Casas, al noroeste con el municipio de Zinacantán, al oeste con el municipio de Acala, al sur con el municipio de Chiapilla y al sureste con el municipio de Totolapa.
Según la clasificación climática de Köppen, el clima corresponde al tipo Cwb - Templado con invierno seco (verano suave).

## Historia
Fue fundado en 1540 cuando se le dio por terminado el conflicto entre los zinacantecos y chiapanecas. En 1744 se nombra esta tierra en honor al obispo Fray Manuel de Vargas y Rivera: el 19 de abril del mismo año, ocurrió un incendio en donde hubo varias pérdidas materiales. En siguiente se darán fechas importantes de acontecimientos de este lugar: 
- En el año 1778 era perteneciente a la parroquia de Totolapa.[7]
- El 13 de febrero de 1934, el gobernador Victórico R. Grajales cambió el nombre a "El Zapotal".[7]
- El 25 de enero de 1935, por decreto del mismo gobernador, descendió de categoría y desapareció como municipio quedando como agencia municipal de San Lucas, segregándose del distrito de San Cristóbal de las Casas y pasándose al de Chiapa.[7]
- El 23 de agosto de 1972 el gobernador Manuel Velasco Suárez, restituye el nombre de San Lucas.[7]

## Demografía
De acuerdo a los resultados del Censo de Población y Vivienda de 2020 realizado por el Instituto Nacional de Estadística y Geografía, la población total del municipio es de 7526 habitantes, lo que representa un crecimiento promedio de 1.1% anual en el período 2010-2020 sobre la base de los 6734 habitantes registrados en el censo anterior. Al año 2020 la densidad del municipio era de 80,03 hab/km².
| Gráfica de evolución demográfica de Municipio de San Lucas entre 2000 y 2020 |
|                                                                              |
| Fuente: Instituto Nacional de Estadística Geografía e Informática            |

En 2020 el 49.6% de los habitantes eran hombres y el 50.4% eran mujeres. El 78.7% de los habitantes mayores de 15 años (3811 personas) estaba alfabetizado. La población indígena era de 1601 personas.
En el año 2010 estaba clasificado como un municipio de grado muy alto de vulnerabilidad social, con el 49.98% de su población, (4018 personas) en estado de pobreza extrema. Según los datos obtenidos en el censo de 2020, la situación de pobreza extrema afectaba al 37.6% de la población (2858 personas).
El 63.8% profesa la religión católica, el 25.3% es protestante y el 11.1% de los habitantes no profesa religión alguna.

### Localidades
En el censo de 2020 el municipio de San Lucas contaba con 8 localidades.
| Código INEGI    | Localidad              | Población (2020) |
| --------------- | ---------------------- | ---------------- |
| 071100001       | San Lucas              | 4 998            |
| 071100014       | Francisco Villa        | 958              |
| 071100002       | San José Buenavista    | 780              |
| 071100012       | Laguna del Carmen      | 780              |
| 071100017       | El Nacimiento          | 5                |
| 071100024       | Fracción el Nacimiento | 3                |
| 071100019       | La Montaña             | 1                |
| 071100022       | Río Trapiche           | 1                |
| Total municipal | Total municipal        | 7 526            |

## Atractivos turísticos
Existen varias atracciones turísticas, pero las formaciones naturales son las principales: Ribera del Río Frío, grutas de Beshtuco (conocido como "Ojo de Agua") y Buraguitz ("Ceno del Barro").